# Egon Scheubeck
Egon Scheubeck (* 15. Juni 1931 in Regensburg; † 3. August 2006 in Zeitlarn) war ein deutscher Maschinenbauingenieur, Manager und Universitätsstifter, der als Geschäftsführer maßgeblich für die Entwicklung der von seinem Großvater Andreas Scheubeck gegründeten Maschinenfabrik Reinhausen zum Weltmarktführer im Bereich Regelung von Leistungstransformatoren verantwortlich war.

## Leben
Egon Scheubeck wurde im Regensburger Stadtbezirk Reinhausen als Enkel von Andreas Scheubeck († 1942) und als Sohn von Oskar Scheubeck (1895–1978)  und dessen Frau Anna, geborene Reith (1897–1994), geboren.
Nach einer Lehre als Maschinenbauer und Werkzeugmacher in der väterlichen Maschinenfabrik Gebr. Scheubeck KG, die heute als Maschinenfabrik Reinhausen bekannt ist. Danach studierte er Maschinenbau in München und war anschließend als Ingenieur in Zürich, Hagen, Aachen und München tätig.
1957 kehrte er zurück nach Regensburg in die Maschinenfabrik Gebr. Scheubeck KG. 1972 wurde er dort Geschäftsführer für den gesamten Produktionsbereich. Egon Scheubeck war der letzte als im Unternehmen tätige Gesellschafter. Er ließ 1988 die Idee einer Trennung von Kapital und Management reifen.
1991 wechselte er in die Geschäftsführung der Scheubeck Holding GmbH & Co. und zog sich zehn Jahre später dann ins Privatleben zurück.
Scheubeck initiierte maßgeblich die Stiftungsprofessur Sensorik an der Fachhochschule Regensburg. Zur Finanzierung errichtete er am 14. Dezember 2000 über die Scheubeck Holding GmbH & Co. und die Maschinenfabrik Reinhausen GmbH als deren Tochtergesellschaft die Scheubeck–Jansen Stiftung.
Aus der Ehe mit Margarete „Gretel“ Betzold gingen drei gemeinsame Kinder hervor. Egon Scheubeck starb im Alter von 75 Jahren. Die Egon Scheubeck Verwaltungs- und Beteiligungs-GmbH in Neutraubling wird heute von Sibylle Scheubeck und Sabine Scheubeck-Schmidt geführt.

## Auszeichnungen
- 1984: Matthäus-Runtinger-Medaille der Stadt Regensburg[9]
- 2001: Silberne Bürgermedaille der Stadt Regensburg[10]
- Universitätsmedaille „Bene merenti“ der Universität Regensburg[11]
- Ehrenmitgliedschaft der Fachhochschule Regensburg[6]